# Ендокринна система
Ендокри́нна систе́ма — сукупність органів, частин органів та окремих клітин, які секретують у кров і лімфу гормони (речовини з високою біологічною активністю, що регулюють ріст і діяльність клітин різноманітних тканин). Ендокринна система разом з нервовою системою регулює і координує важливі функції організму людини: репродукцію, обмін речовин, ріст, процеси адаптації.
На відміну від залоз зовнішньої секреції, у складі ендокринних залоз відсутні вивідні протоки, вони мають добре розвинуту судинну сітку, особливо мікроциркуляторне русло, в яке виділяють свій секрет. Клітини ендокринних органів утворюють характерні скупчення у вигляді фолікулів чи трабекул. Ендокриноцити характеризуються високою секреторною активністю і значним розвитком синтетичного апарату. Їх цитоплазма містить специфічні гранули, в яких нагромаджуються біологічно активні речовини.

## Функції ендокринної системи
Ендокринна система бере участь в гуморальній регуляції функцій організму і координує діяльність усіх органів та систем, а також забезпечує підтримання гомеостазу організму при мінливих умовах зовнішнього середовища.Разом з нервовою та імунною системами регулює:
- зростання та розвиток організму;
- його статеве диференціювання та репродуктивну функцію;
- бере участь у процесах утворення, використання та збереження енергії.

Разом з нервовою системою гормони беруть участь у забезпеченні емоційних реакцій та психічній діяльності людини.

## Класифікація

Ендокринні органи жінки та чоловіка

В ендокринній системі розрізняють центральний і периферійний відділи, які взаємодіють між собою і утворюють єдину систему. Органи центрального відділу тісно пов'язані з органами центральної нервової системи і координують діяльність усіх інших ланок ендокринної системи. Органи периферійного відділу здійснюють багатоплановий вплив на організм, посилюють чи послаблюють обмінні процеси. Розрізняють також органи, які поєднують виконання ендокринної функції з екзокринною та окрему дисоційовану ендокринну систему, яка утворена великою групою ізольованих ендокриноцитів, розсіяних по органах і системах організму.
Центральні органи ендокринної системи
- Гіпоталамус
- Гіпофіз
- Епіфіз

Периферійні органи ендокринної системи
- Щитоподібна залоза
- Паращитоподібні залози
- Надниркові залози
- Передміхурова залоза

Органи, які виконують ендокринну і екзокринну функції
- Сім'яники
- Яєчники
- Підшлункова залоза
- Плацента

### Дисоційована ендокринна система
Дисоційована ендокринна система — система ізольованих ендокриноцитів, які розсіяні по всьому організму.

## Класифікація гормонів
|  | Гормон                                               | Клас хімічних сполук | Основне джерело                                |  |
|  | ---------------------------------------------------- | -------------------- | ---------------------------------------------- |  |
|  |                                                      | Аміни                |                                                |  |
|  | Адреналін                                            | «                    | Мозковий шар надниркових залоз                 |  |
|  | Норадреналін                                         | »                    | ЦНС, мозковий шар надниркових залоз            |  |
|  | Дофамін                                              | «                    | ЦНС                                            |  |
|  | Мелатонін                                            | »                    | Епіфіз                                         |  |
|  | Тироксин                                             | «                    | Щитоподібна залоза                             |  |
|  | Трийодтиронін                                        | »                    | Щитоподібна залоза                             |  |
|  |                                                      | Невеликі пептиди     |                                                |  |
|  | Вазопресин                                           | «                    | Задня частка гіпофіза, гіпоталамус             |  |
|  | Окситоцин                                            | »                    | Гіпофіз                                        |  |
|  | Меланоцитостимулюючий гормон                         | «                    | Проміжна частка гіпофіза                       |  |
|  | Тиреотропін-рилізинг-гормон                          | »                    | Гіпоталамус, ЦНС                               |  |
|  | Гонадотропін-рилізінг-гормон                         | «                    | Гіпоталамус, ЦНС                               |  |
|  | Соматостатин                                         | »                    | Гіпоталамус, ЦНС, острівці підшлункової залози |  |
|  | Кортикотропін-рилізінг-гормон                        | «                    | Гіпоталамус, ЦНС                               |  |
|  | Соматокринін                                         | »                    | Гіпоталамус, ЦНС                               |  |
|  | Ангіотензини (А ІІ, А ІІІ)                           | «                    | Кров (із попередника), ЦНС                     |  |
|  |                                                      | Білки                |                                                |  |
|  | Інсулін                                              | »                    | β-клітини острівців підшлункової залози        |  |
|  | Глюкагон                                             | «                    | α-клітини острівців підшлункової залози        |  |
|  | Гормон росту, або соматотропін                       | »                    | Передня частка гіпофіза                        |  |
|  | Плацентарний лактоген                                | «                    | Плацента                                       |  |
|  | Пролактин                                            | »                    | Передня частка гіпофіза                        |  |
|  | Паратиреоїдний гормон, або паратгормон               | «                    | Прищитоподібні залози                          |  |
|  | β-ліпотропін і енкефаліни                            | »                    | Гіпофіз, ЦНС                                   |  |
|  | Кальцитонін                                          | «                    | С-клітини, щитоподібна залоза                  |  |
|  | Адренокортикотропний гормон, або адренокортикотропін | »                    | Передня частка гіпофіза                        |  |
|  | Секретин                                             | «                    | Органи травлення                               |  |
|  | Холецистокінін                                       | »                    | Органи травлення                               |  |
|  | Гастрин                                              | «                    | Органи травлення                               |  |
|  | Шлунковий інгібуючий пептид                          | »                    | Органи травлення                               |  |
|  |                                                      | Глікопротеїни        |                                                |  |
|  | Фолікулостимулюючий гормон                           | «                    | Передня частка гіпофіза                        |  |
|  | Лютеїнстимулюючий гормон                             | »                    | Передня частка гіпофіза                        |  |
|  | Хоріонічний гонадотропін                             | «                    | Плацента                                       |  |
|  | Тиреотропний гормон                                  | »                    | Передня частка гіпофіза                        |  |
|  |                                                      | Стероїди             |                                                |  |
|  | Естрогени (Е2, Е3)                                   | «                    | Яєчники, плацента                              |  |
|  | Прогестерон                                          | »                    | Жовте тіло, плацента                           |  |
|  | Тестостерон                                          | «                    | Сім'яні залози                                 |  |
|  | Дигідротестостерон                                   | »                    | Чутливі до тестостерону тканини                |  |
|  | Глюкокортикоїди                                      | «                    | Кора надниркових залоз                         |  |
|  | Альдостерон                                          | »                    | Кора надниркових залоз                         |  |
|  | Метаболіти холекальциферолу (вітамін D)              | "                    | Печінка, нирки                                 |  |

## Ендокринні захворювання та їх лікування
Ендокринні захворювання, або гормональні порушення — клас захворювань, які виникають у разі порушення функції залоз внутрішньої секреції. Залози можуть виділяти гормони в надлишку, що супроводжується їх гіперфункцією (понад норму). В інших випадках залози можуть виробляти мало гормонів, тоді виявляється недостатність їх в організмі — гіпофункція (менше норми). Гіпер- і гіпофункція призводять до порушення життєдіяльності організму, виникнення захворювань.
У випадках недостатності функції залоз внутрішньої секреції призначають замісну або стимулюючу гормональну терапію. Для досягнення тривалішого ефекту деякі гормональні препарати застосовують у вигляді мікрокристалічних суспензій (підшкірно або внутрішньом'язово), а також підшкірної або внутрішньом'язової підсадки сплавлений кристалів. Для гальмування розпаду гормонів в організмі вводять препарати, які інактивують ферменти, що розщеплюють гормони, і зберігають сталою ту кількість гормонів, яка утворюється в організмі. При надлишковій функції ендокринних залоз основні методи лікування полягають у хімічній (застосування хімічних препаратів) або фізичній (вплив рентгенівських променів) блокаді активності залози, у хірургічному видаленні залози (особливо при її пухлинах) тощо. Вибір методу лікування залежить від перебігу хвороби та реактивної здатності організму.